# تاتيانا النجار
تاتيانا النجار(ولدت في 11 مايو 1967) هي لاعب تنس طاولة أولمبية أردنية. مثلت الأردن في دورة الألعاب الأولمبية الصيفية 2000 في سيدني. لم تشارك في أي دورة ألعاب أولمبية صيفية أخرى، فشلت في التأهل للدورة الألعاب الأولمبية الصيفية في لندن عام 2012، ومع ذلك، فازت في بطولة تنس الطاولة العربية في العام الذي تلاه.

## المشاركة الأولمبية

### الألعاب الأولمبية الصيفية 2000
كانت تاتيانا اضغرمشاركة ثمتل الأردن في تلك البطولة، كان عمرها 33 سنة و 130 يوماً.

## الأوسمة
- بطولات تنس الطاولة العربية عمان 2012.[4]

## روابط خارجية
- تاتيانا النجار على موقع أوليمبيديا (الإنجليزية)